# 10 cm FH M 99

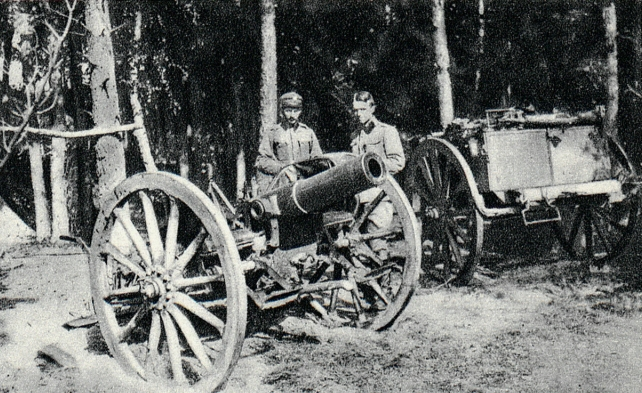
Гаубица на позиции в 1916 году.

10-см полевая гаубица образца 1899 года (нем. 10 cm Feldhaubitze M 99  — сокр. 10 cm FH M 99) — полевая гаубица производства Австро-Венгрии из кованой бронзы калибра 104 мм.
Гаубица активно применялась в Первой мировой войне, а также в других послевоенных конфликтах участниками которых были государства, входившие ранее в состав Австро-Венгрии. Также Италией использовались трофейные орудия, захваченные в годы Первой мировой войны.

## Описание
10-см гаубица образца 1899 года — нескорострельная, без щитов. Снаряды — шрапнель и граната; последняя двух видов: обыкновенная и фугасная. Наибольшая дальность шрапнельного огня 5 500 метров, гранатного — 5 600 метров. Наибольшая скорость огня с установкой трубки — 6, без установки трубки — 9 выстрелов в минуту. Гаубица находилась на вооружении полевых гаубичных полков и ландверных дивизионов.
Затвор — поршневой. 10-см и 15-см гаубичные батареи снабжались светящимися шрапнелями.
Запас снарядов на орудие:
- в передке — 21,
- в зарядном ящике — 102, (Из них 3/5 шрапнели и 2/5 гранаты.)
- в 4-х муниционных колоннах — 240. Всего — 363 снаряда.

10-см полевая гаубица обр. 1899 г.
ТТХ:
- Калибр, 10,4 см
- Длина тела орудия, 1350 мм
- Вид нарезов и число их: прогрессивные 36
- Вес тела орудия с затвором, 417 кг
- Вес лафета, 566 кг
- Вес системы орудия, 997 кг
- Вес передка, 378 кг
- Начальная скорость (максимальная и минимальная), 150—300 м/с
- Наибольший угол возвышения, град +42,5°
- Наибольший угол склонения, град. −10°
- Наибольший угол поворота от середины в каждую сторону, град. 2,55°
- Система поглощения отката — пружинный сошник и канатный тормоз

Снаряды и заряды:
- вес гранаты, 14,3 кг
- вес шрапнели, 12,7 кг
- вес боевого заряда, кг 3,1
- вес разрывного заряда шрапнелей и гранаты, 1,4/0,55 кг
- число пуль шрапнели 450

Наибольшая дальность гранаты, 6100 м
Наибольшая дальность шрапнели, 5500 м
Примечание: 6 типов зарядов

## Служба
Эти устаревшие орудия с бронзовыми стволами и без противооткатных устройств уже не отвечали требованиям Первой мировой войны по дальности стрельбы (5 000-6 100 м в зависимости от типа снаряда) и скорострельности. Например, русская 122-мм гаубица могла стрелять гранатой и шрапнелью на дальность 7 680 м, а 10 cm FH M 99 — только на 6 100 м, а шрапнелью всего лишь на 5 500 м. В экстренном порядке Австро-Венгрии пришлось перевооружать свои гаубичные батареи на гаубицы Škoda 10 cm Vz. 1914, которая была, для своего времени, прекрасной лёгкой гаубицей.